# Melipilla
Melipilla este un oraș și comună din provincia Melipilla, regiunea Metropolitană Santiago, Chile, cu o populație de 94.540 locuitori (2012) și o suprafață de 1344,8 km2.